# ميلود حمدي
ميلود حمدي (بالفرنسية: Miloud Hamdi) (ولد في 1 يونيو 1971 في سانت إتيان، فرنسا) هو مدرب كرة قدم جزائري فرنسي. يتولى حاليا تدريب الخالدية في الدوري البحريني الممتاز منذ 2023.

## المسيرة التدريبية
في 1 يوليو 2004 تم تعيين حمدي مدربا لفيترول في الدوري الفرنسي الدرجة الرابعة. في 1 أكتوبر 2004 قدم استقالته.
في 1 يوليو 2009 تم تعيين حمدي مدربا لقنصلية مرسيليا (الدرجة الخامسة هواة). في موسمه الأول 2009-2010 ساهم في احتلال الفريق المركز الخامس في المجموعة الخامسة بفارق 14 نقطة عن صاحب المركز الثاني المؤهل للصعود إلى الدرجة الرابعة.
في موسمه الثاني 2010-2011 وفي بطولة دوري الدرجة الخامسة قاد فريقه لاحتلال المركز الثاني الوصيف في المجموعة الخامسة بفارق 3 نقاط عن المتصدر كالفي وبالتالي صعد قنصلية مرسيليا للدرجة الرابعة للمرة الأولى في تاريخ النادي.
في موسمه الثالث والأخير 2011-2012 وفي بطولة دوري الدرجة الرابعة اضطر إلى تقديم الاستقالة في 1 ديسمبر 2011 عقب انطلاقة متذبذبة.
في 24 يوليو 2012 قرر حمدي خوض تجربة احترافية في الخليج العربي وحط رحاله بنادي الاتفاق السعودي حيث تم تعيينه مدربا لفريق الاتفاق تحت 23 سنة ومساعد مدرب الفريق الأول. في الفريق الأول عمل مع المدربين: البولندي ماتشي سكورزا (31 مباراة)، الصربي غوران توفيغدزيتش (15 مباراة)، الروماني إيوان أندوني (10 مباريات)، السويسري آلان جيجر (8 مباريات)، الألماني تيو بوكر (5 مباريات)، الجزائري توفيق روابح (مباراتان)، الروماني جورجي مولتسكو (مباراة واحدة)، الروماني إيسبيو تيودور (مباراة واحدة)، الإسباني بينات سان خوسيه (مباراة واحدة).
كمساعد مدرب في موسمه الأول 2012-2013 وفي بطولة دوري المحترفين قاد فريقه لاحتلال المركز السادس بفارق 21 نقطة عن صاحب المركز الثالث الشباب المؤهل للبطولات القارية. وفي بطولة كأس ولي العهد خرج فريقه من مباراته الأولى عندما خسر في الدور 16 من الوحدة 0-1. زفي بطولة كأس خادم الحرمين الشريفين للأبطال خرج فريقه من المرحلة الأولى عندما خسر من الفتح 3-4 في مجموع المباراتين. في النصف الأول من الموسم استكمل مشواره في بطولة كأس الاتحاد الآسيوي وقاد فريقه للوصول إلى الدور النصف النهائي حينها خسر من الكويت الكويتي 1-6 في مجموع المباراتين. في النصف الثاني من الموسم وفي بطولة دوري أبطال آسيا فشل فريقه في التأهل إلى الدور 16 عندما احتل المركز الثالث في المجموعة الثانية بفارق نقطتين عن صاحب المركز الثاني الشباب الإماراتي.
كمساعد مدرب في موسمه الثاني 2013-2014 وفي بطولة دوري المحترفين قاد فريقه لاحتلال المركز الثالث عشر قبل الأخير بفارق الأهداف عن منطقة الأمان وبالتالي الهبوط إلى الدرجة الأولى. وفي بطولة كأس ولي العهد قاد فريقه للوصول إلى الدور 16 حينها خسر من الفتح 2-3. وفي بطولة كأس خادم الحرمين الشريفين قاد فريقه للوصول إلى الدور النصف النهائي حينها خسر من الشباب 2-3 في مجموع المباراتين.
كمساعد مدرب في موسمه الثالث والأخير 2014-2015 وفي بطولة دوري الدرجة الأولى قاد فريقه لاحتلال المركز الرابع بفارق 8 نقاط عن صاحب المركز الثاني الوحدة المؤهل للصعود إلى دوري المحترفين. وفي بطولة كأس ولي العهد قاد فريقه للوصول إلى الدور الربع النهائي حينها خسر من الأهلي 1-2. وفي بطولة كأس خادم الحرمين الشريفين قاد فريقه للوصول إلى الدور 16 حينها خسر من التعاون 0-2. في 30 يونيو 2015 انتهى عقده مع الاتفاق وغادر النادي.
في 1 يوليو 2015 تم تعيين حمدي مدربا لاتحاد الجزائر الجزائري (الرابطة المحترفة الأولى). في موسمه الوحيد 2015-2016 وفي بطولة الرابطة المحترفة الأولى قاد فريقه للتنويج بالبطولة بعدما تصدر الترتيب بفارق 10 نقاط عن وصيفه شبيبة الساورة وليحقق حمدي أولى بطولاته كمدرب. وفي بطولة كأس الجزائر خرج فريقه من مباراته الأولى عندما خسر في الدور 64 من بارادو 1-3. وفي بطولة دوري أبطال إفريقيا قاد فريقه لتصدر المجموعة الثانية متفوقا على المريخ السوداني ووفاق سطيف الجزائري ومولودية العلمة الجزاتئري ليتأهل إلى الدور النصف النهائي حيث قاده للتغلب على الهلال السوداني 2-1 في مجموع المباراتين ليتأهل إلى المباراة النهائية. عندما خسر فريقه في مباراة الذهاب من تي بي مازيمبي الكونغولي الديمقراطي 1-2 صرح حمدي قائلا: "متفائل بإمكانية التسجيل وتحقيق نتيجة ايجابية في مباراة العودة، صراحة أرى انه بالإمكان الفوز على مازيمبي في المواجهة الثانية. سأتحدث مع اللاعبين لإعدادهم من الناحية النفسية دون إغفال الجانب البدني والفني، واتمنى ان نكون جاهزين يوم المباراة. حاولت في بداية الشوط الثاني تغيير أسلوب لعبنا لكن لم نصل إلى النتيجة المرجوة، ومازاد من صعوبة المهمة التغييرات الاضطرارية التي فرضت علينا اثر إصابة بعض اللاعبين". في مباراة الإياب خسرها فريقه 0-2 ليخسر 1-4 في مجموع المباراتين.
في 20 أبريل 2016 تصرف حمدي بطريقة ساخرة حين سأله صحفي باللغة العربية الفصحى في المؤتمر الصحفي الذي عقده بملعب عمر حمادي. وكان جميع الصحفيين يسألون حمدي باللغة الفرنسية الأجنبية سواء يمثلون مؤسسات ناطقة بالعربية أو الفرنسية إلا صحفي الإذاعة الجزائرية فؤاد بن طالب قال له بالعربية: "نعلم أنها مباراة نارية بين مولودية الجزائر واتحاد العاصمة فما هي مفاتيح المباراة؟". وظل حمدي صامتا ومتعجبا في الوقت نفسه من سؤال الصحفي ليرد عليه المدرب بطريقة ساخرة وبالفرنسية: "من أين أنت؟ وهل أنت جزائري؟". وقام محي الدين مفتاح بترجمة سؤال الصحفي فؤاد بن طالب ليجيب حمدي: "لا يمكنني أن أكشف عن مفاتيح اللقاء".
في 5 يونيو 2016 قرر اتحاد الجزائر إنهاء ارتباطه بحمدي بسبب رفضه العمل كمدرب مساعد للفريق الموسم المقبل. وقال رابح حداد رئيس النادي إن النية تتجه للاستغناء ميلود حمدي مشيرا إلى أنه عرض عليه أن يشغل منصب المدرب المساعد بداية من الموسم الكروي الجديد غير أنه اعترض وأصر على أن يكون صاحب الرجل الأول بالجهاز الفني وهو ما رفضته الإدارة جملة وتفصيلا.
في 5 يوليو 2016 تم تعيين حمدي مدربا لنهضة بركان المغربي خلفا للفرنسي برتران مارشان. في موسمه الوحيد 2016-2017 قاد فريقه في مباراة واحدة وكانت مباراة الذهاب في الدور 32 من بطولة كأس العرش وقاد فريقه للفوز على القنيطري 2-1. في 25 أغسطس 2016 وبعد المباراة يومين قررت إدارة نادي نهضة بركان الاستغناء عن حمدي وهذا بعد شهر واحد فقط من التعاقد معه. وجاء القرار لرفض الجامعة الملكية المغربية لكرة القدم تأهيل حمدي على خلفية عدم امتلاكه شهادة الكاف أ والتي تسمح له بالتدريب في دوري الدرجة الأولى المغربي ما دفع إدارة نادي نهضة بركان إلى فسخ عقد حمدي خاصة بعد أن فشل الأخير في جلب الشهادات التي تخول له الاستجابة لشروط الجامعة الملكية المغربية لكرة القدم. وأكد عبد المجيد مضران رئيس نادي نهضة بركان خبر الاستغناء عن حمدي وقال بهذا الشأن: "لقد تعاقدنا مع حمدي ونحن نحترم سيرته كمدرب له ألقاب وخبرة كافية لقيادة فريقنا ولم نكن نتوقع إطلاقا أنه بدون رخصة تدريب معترف بها من طرف الاتحاد الإفريقي. طلبنا من حمدي ضرورة تقديم الرخصة (أ) ولكنه عجز عن جلبها ونحن مطالبون باحترام قوانين اتحاد الكرة المغربي فلم يكن هناك غير الانفصال".
في 12 نوفمبر 2017 تم تعيين حمدي مدربا لاتحاد الجزائر الجزائري (الرابطة المحترفة الأولى) بعقد يمتد إلى نهاية الموسم الكروي الحالي وللمرة الثانية في مسيرته التدريبية وخلفا للبلجيكي باول بوت. ويحتل اتحاد الجزائر المركز الحادي عشر برصيد 12 نقطة في بطولة الرابطة المحترفة الأولى متأخرا بفارق 12 نقطة عن شباب قسنطينة المتصدر برصيد 24 نقطة. في موسمه الوحيد 2017-2018 وفي بطولة الرابطة المحترفة الأولى قاد فريقه لاحتلال المركز السابع بفارق 7 نقاط عن صاحب المركز الثالث نصر حسين داي المؤهل للبطولات القارية. وفي بطولة كأس الجزائر قاد فريقه للوصول إلى الدور 16 حينها خسر من شبيبة الساورة 0-1. وفي بطولة كأس الكونفيدرالية الإفريقية قاد فريقه للفوز في الدور التمهيدي الأول على مانيما يونيون الكونغولي الديمقراطي بأفضلية الأهداف خارج الأرض بعد تعادلهما 3-3 في مجموع المباراتي ليتأهل إلى دور إخراج المغلوب حيث قاد للتغلب على بلاتيو يونايتد النيجيري 5-2 في مجموع المبارتين ليتأهل إلى دور المجموعات وأوقعته القرعة في المجموعة الرابعة وقاد فريقه في مباراتين الأولى انتصر فيها على يانغ أفريكانز التنزاني 4-1 والثانية تعادل سلبيا مع غور مايا الكيني. في 1 أبريل 2018 قرر نادي اتحاد الجزائر التخلي عن حمدي بنهاية الموسم الحالي على خلفية تذبذب نتائج الفريق. وتوصلت إدارة نادي اتحاد الجزائر لاتفاق بالتراضي مع حمدي لإنهاء العلاقة بين الطرفين بنهاية الموسم الحالي. في 30 يونيو 2018 انتهى العقد الذي يربط بين الطرفين وغادر حمدي نادي اتحاد الجزائر.
في 1 يوليو 2018 تم تعيين حمدي مدربا للسالمية الكويتي (الدوري الممتاز) خلفا للكويتي عبد العزيز حمادة. في موسمه الأول 2018-2019 وفي بطولة الدوري الممتاز قاد فريقه لاحتلال المركز الثالث بفارق 3 نقاط عن صاحب المركز الثاني القادسية المؤهل إلى البطولات القارية. وفي بطولة كأس الأمير قاد فريقه للوصول إلى الدور الربع النهائي حينها خسر من الكويت بركلات الترجيح. وفي بطولة كأس ولي العهد قاد فريقه للوصول إلى الدور الربع النهائي حينها خسر من الكويت 0-2. وفي بطولة كأس الاتحاد الكويتي فشل في قيادة فريقه إلى الدور النصف النهائي بعدما احتل المركز المركز الرابع في المجموعة الثانية بفارق 4 نقاط عن صاحب المركز الثاني الفحيحيل.
في موسمه الثاني والأخير 2019-2020 وفي بطولة الدوري الممتاز قاد فريقه لاحتلال المركز الثالث بفارق 8 نقاط عن البطل الكويت. وفي بطولة كأس الأمير قاد فريقه للوصول إلى الدور الربع النهائي حينها خسر من الكويت 2-4. وفي بطولة كأس ولي العهد خرج فريقه من مباراته الأولى عندما خسر في الدور التمهيدي من الفحيحيل بركلات الترجيح. وفي بطولة كأس الاتحاد الكويتي وبعد مرور 6 جولات قرر الاتحاد الكويتي لكرة القدم إلغاء البطولة بسبب انتشار جائحة فيروس كوروناجائحة كورونا. وفي بطولة كأس العرب للأندية الأبطال خرج فريقه من المرحلة الأولى عندما خسر في الدور 32 من القوة الجوية العراقي 2-4 في مجموع المباراتين. في 30 يونيو 2020 انتهى العقد الذي يربط بين الطرفين وغادر حمدي نادي السالمية.
في 5 فبراير 2021 تم تعيين حمدي مدربا لشباب قسنطينة الجزائري (الرابطة المحترفة الأولى) خلفا لعبد القادر عمراني المستقيل. في موسمه الوحيد 2020-2021 وفي بطولة الرابطة المحترفة الأولى قاد فريقه لاحتلال المركز الثامن بفارق 12 نقطة عن صاحب المركز الثالث شبيبة الساورة المؤهل للبطولات القارية. وفي بطولة كأس الرابطة الوطنية الجزائرية خرج فريقه من مباراته الأولى عندما خسر من نجم مقرة 0-3.
في 19 أبريل 2021 أصبح حمدي قاب قوسين أو أدنى من الإشراف على تدريب شباب بلوزداد خلفا للمدرب الفرنسي فرانك دوماس. وقام مسؤولو بلوزداد بالاتصال بحمدي وأكدوا له رغبتهم في الحصول على خدماته للإشراف على مشروع النادي. ومنح حمدي موافقته المبدئية وطلب منحه مهلة لإيجاد صيغة توافقية لفسخ عقده مع شباب قسنطينة. ويريد مسؤولو بلوزداد استغلال حالة التوتر التي أصبحت تميز علاقة إدارة شباب قسنطينة بحمدي بعد تضامنه مع المدير الرياضي المستقيل ياسين بزاز.
وفي 20 أبريل 2021 أعلن نادي شباب بلوزداد تعاقده مع المدرب الصربي زوران مانولوفيتش إلى غاية نهاية الموسم. وكانت إدارة بلوزداد قد باشرت مفاوضاتها المتقدمة مع مدرب شباب قسنطينة حمدي قبل أن تتراجع في آخر لحظة وتقرر التعاقد مع مانولوفيتش بعدما علم مسئولي إدارة نادي بلوزداد أن حمدي كان يتفاوض سرا أيضا مع نادي مولودية الجزائر.
في 25 أبريل 2021 أعلن مجلس إدارة نادي شباب قسنطينة استقالة حمدي من منصبه لأسباب مجهولة. وكان حمدي قد تقدم باستقالته رفقة مساعده محمد بن قابلية تضامنا مع المدير الرياضي ياسين بزاز الذي انسحب من منصبه بسبب مشاكل إدارية.
وقال النادي القسنطيني في بيان: "قدم المدرب ميلود حمدي استقالته بصفة رسمية لأسباب نجهلها لحد الآن، وهذا رغم حرص إدارة النادي على تلبية كل المطالب الموجودة في العقد المبرم بين الطرفين. إدارة الشباب باشرت فعليا رحلة البحث عن مدرب ومدير رياضي جديدين خلفا لحمدي وياسين بزاز نافية الشائعات التي راجت مؤخرا حول عودة المدير الرياضي السابق طارق عرامة. نطلب من أنصارنا الأوفياء الالتفاف حول الفريق الذي أصبح بحاجة ماسة إلى كل أبنائه الخيّرين خاصة في مثل هذه الظروف للمضي قدما نحو مستقبل أفضل".
في 27 أبريل 2021 شن حمدي هجوما لاذعا ضد المدير العام رمزي قاسمي متهما إياه بالعمل ضد مصلحة الفريق. وكان قاسمي قد عقد ندوة صحفية أكد من خلالها أنه سعى جاهدا لإقناع حمدي بالتراجع عن قرار الاستقالة لكن الأخير رفض ذلك. وقال حمدي في تصريحات صحفية: "أفضل التزام الصمت وعدم الرد على قاسمي لأني قادر على كشف ممارساته ما قد يتسبب له في مشاكل كبيرة ولكن تربيتي لا تسمح لي بالحديث. أمتلك عدة أدلة تورط قاسمي وأقول له أن من يعقد ندوات صحفية عليه أن يكون نقيا مثل الثلج. بزاز إنسان خلوق ومحترف بأتم معنى الكلمة وكنا نقوم بعمل رائع ولسنا مجانين حتى ندمر كل ما بنيناه. بيان الشركة المالكة باعتماد استقالتي كان ضد رغبة الأنصار وأنا وعدت عشاق النادي بمواصلة مهمتي وهذا الأمر يدفعني إلى تأكيد أني ملتزم بعقدي وسأواصل مهما حصل".
وفي نفس اليوم 27 أبريل 2021 قرر أحمد عبد الحفيظ ساسي والي ولاية قسنطينة التدخل بشكل عاجل لوضع حد للأزمة الإدارية التي يعيشها النادي الرياضي القسنطيني عقب استقالة المدير الرياضي ياسين بزاز والمدرب ميلود حمدي. وكان بزاز قد تقدم باستقالته بسبب خلافه مع مجلس الإدارة ورفض مقترحاته بشأن استقدام بعض اللاعبين خلال فترة الانتقالات الشتوية الماضية فيما قرر حمدي الانسحاب تضامنا مع بزاز. وذكرت ولاية قسنطينة في بيان عبر حسابها الرسمي على فيسبوك: "في إطار المساعي التي تبذلها السلطات المحلية لإيجاد حل لوضعية النادي الرياضي القسنطيني استقبل والي الولاية ساسي أحمد عبد الحفيظ كلا من مدرب فريق شباب قسنطينة ميلود حمدي و المدير الرياضي بزاز ياسين بمقر الديوان. اللقاء كان فرصة لدراسة وضعية الفريق والمشاكل المطروحة قصد إيجاد حل توافقي مع جميع الأطراف المعني وقد استحسن الأنصار هذه المساعي التي تصب في مصلحة الفريق العريق وعشاقه".
في 28 أبريل 2021 أعلن مجلس إدارة نادي شباب قسنطينة عودة المدير الرياضي ياسين بزاز والمدرب ميلود حمدي لمزاولة مهامهما بصفة عادية. وقال النادي في بيان عبر صفحته على فيسبوك: "بعد اللقاء الذي جمع والي ولاية قسنطينة عبد الحفيظ ساسي وكافة الأطراف قرر المدير الرياضي ياسين بزاز والمدرب ميلود حمدي العدول عن قرارهما بالاستقالة والعودة إلى العمل وجو التدريبات في ظروف عادية. كما اتفق الجميع على ضرورة الالتفاف حول الفريق للعب الأدوار الأولى في البطولة". وحرص مجلس الإدارة على توجيه شكره لوالي ولاية قسنطينة بعد تدخله لوضع حدا للخلاف المستمر بين أعضاء المكتب المسير. كما أكد البيان على الدور الإيجابي الذي بذله الأنصار ووسائل الإعلام لمساعدة الفريق على تجاوز الظروف الصعبة التي مر بها في الفترة الماضية.
في 14 يوليو 2021 تعمد حمدي ارتكاب عدة هفوات قبل المباراة وبتزكية من الإدارة لأغراض خفية وبالتالي باتت آمال شباب قسنطينة في الظفر بمقعد مؤهل للمشاركة القارية الموسم المقبل مهددة بسبب الهفوات القاتلة والمتعمدة التي ارتكبها مسؤولو النادي وجهازه الفني خلال مواجهة اتحاد بسكرة. وأهدر شباب قسنطينة فرصة ثمينة لتضييق الخناق على أصحاب المقدمة بعد سقوطه في فخ التعادل على ملعبه أمام اتحاد بسكرة 1-1 في الجولة 31 من عمر البطولة. ورغم أهمية المواجهة إلا أن مدرب شباب قسنطينة قام بتغيير ورقة اللقاء 3 مرات في ظرف ربع ساعة وفضل تغيير التشكيل الأساسي وإبعاد عدد من الركائز بسبب تلقيه تعليمات من إدارة النادي. وأغضبت تصرفات الجهاز الفني عددا من اللاعبين وأثارت حفيظتهم على غرار فؤاد حداد الذي ترك غرف تغيير الملابس غاضبا وغادر على متن سيارته الخاصة ليدخل فريقه المواجهة وهو يضم 17 لاعبا فقط.
في 17 يوليو 2021 أصيب حمدي بفيروس كورونا وبالتالي غاب عن مواجهة فريقه شباب قسنطينة أمام شبيبة القبائل في الجولة 32.
في 22 أغسطس 2021 انتهى العقد الذي يربط بين الطرفين وغادر حمدي نادي شباب قسنطينة.
في 18 يناير 2022 أشارت تقارير صحفية أن حمدي ربما يكون المرشح الأبرز لتولي مهمة تدريب الوحدات الأردني.
في 2 ديسمبر 2022 تم تعيين حمدي مدربا لشبيبة القبائل الجزائري (الرابطة المحترفة الأولى) خلفا لعبد القادر عمراني الذي تم إنهاء عقده بالتراضي. في موسمه الوحيد 2022-2023 وفي بطولة الرابطة المحترفة الأولى قاد فريقه لحصد 11 نقطة من 9 مباريات. وفي بطولة كأس الجزائر خرج من مباراته الأولى عندما خسر في الدور 32 من صفاء خميس مليانة 0-2. وفي بطولة دوري أبطال إفريقيا وفي دور المجموعات قاد فريقه لاحتلال المركز الثاني خلف الوداد البيضاوي المغربي ومتفوقا على بترو أتليتيكو الأنغولي وفيتا كلوب الكونغولي الديمقراطي وبالتالي تأهل إلى الدور الربع النهائي حينها خسر مباراة الذهاب على أرضه من الترجي التونسي 0-1. في 26 أبريل 2023 أقيل حمدي من تدريب شبيبة القبائل وغادر النادي.
في 6 يوليو 2023 تم تعيين حمدي مدربا للخالدية البحريني (الدوري الممتاز) خلفا للكرواتي داليبور ستاركيفيتش. الخالدية وقع مع حمدي عقدا لمدة موسم واحد فقط قابل للتجديد بشرط تحقيق أهداف النادي وأهمها المحافظة على لقب الدوري والتتويج بكأس ملك البحرين إضافة إلى المنافسة على بلوغ مراحل متقدمة في كأس الاتحاد الآسيوي.

## الإنجازات
- اتحاد الجزائر (1)
  - الرابطة الجزائرية المحترفة الأولى (1): 2015–16

## روابط خارجية
- ميلود حمدي على موقع قاعدة بيانات كرة القدم.إي يو (الإنجليزية)
- ميلود حمدي على موقع Soccerway.com (الإنجليزية)